# گرتنا (لوئیزیانا)
گرتنا (به انگلیسی: Gretna) شهری در ایالت لوئیزیانا کشور ایالات متحده آمریکا است که جمعیت آن در سرشماری سال ۲۰۱۰ میلادی، ۱۷٬۷۳۶ نفر بوده‌است.